# Boschi e Paludi di Bellavista
Boschi e Paludi di Bellavista è un sito di interesse comunitario  (cod.IT1110063) della Regione Piemonte, istituito nell'ambito della Direttiva 92/43/CEE (Direttiva Habitat), designato inoltre come Zona Speciale di Conservazione. Comprende un'area di 94 ettari nel territorio dei comuni del Ivrea e Pavone Canavese, nella Città metropolitana di Torino.

## Territorio
Il SIC/ZSC comprende l'area circostante al Bric Appareglio o Paraj Auta  (345 m s.l.m.), posto all'interno dell'Anfiteatro morenico di Ivrea in destra idrografica rispetto al corso della Dora Baltea. Si tratta di una zona nella quale si alternano piccole aree coltivate, in particolare a vigneto, boschi di latifoglie, boscaglie di invasione che hanno sostituito aree in precedenza coltivate e alcune zone umide, che costituiscono uno dei principali motivi di interesse naturalistico del sito.. La zona circostante il SCI/ZSC è densamente abitata, e l'autostrada Torino-Aosta passa poco ad ovest dei suoi confini. Oltre al suo valore naturalistico il sito si caratterizza anche per la presenza di alcuni edifici di interesse storico, come il Castello di Pavone e la chiesetta di San Grato, e di punti di interesse archeologico come i resti di una possibile torre di avvistamento altomedioevale sulla cima della Paraj Auta e incisioni rupestri ad ovest della stessa.

## Flora e vegetazione

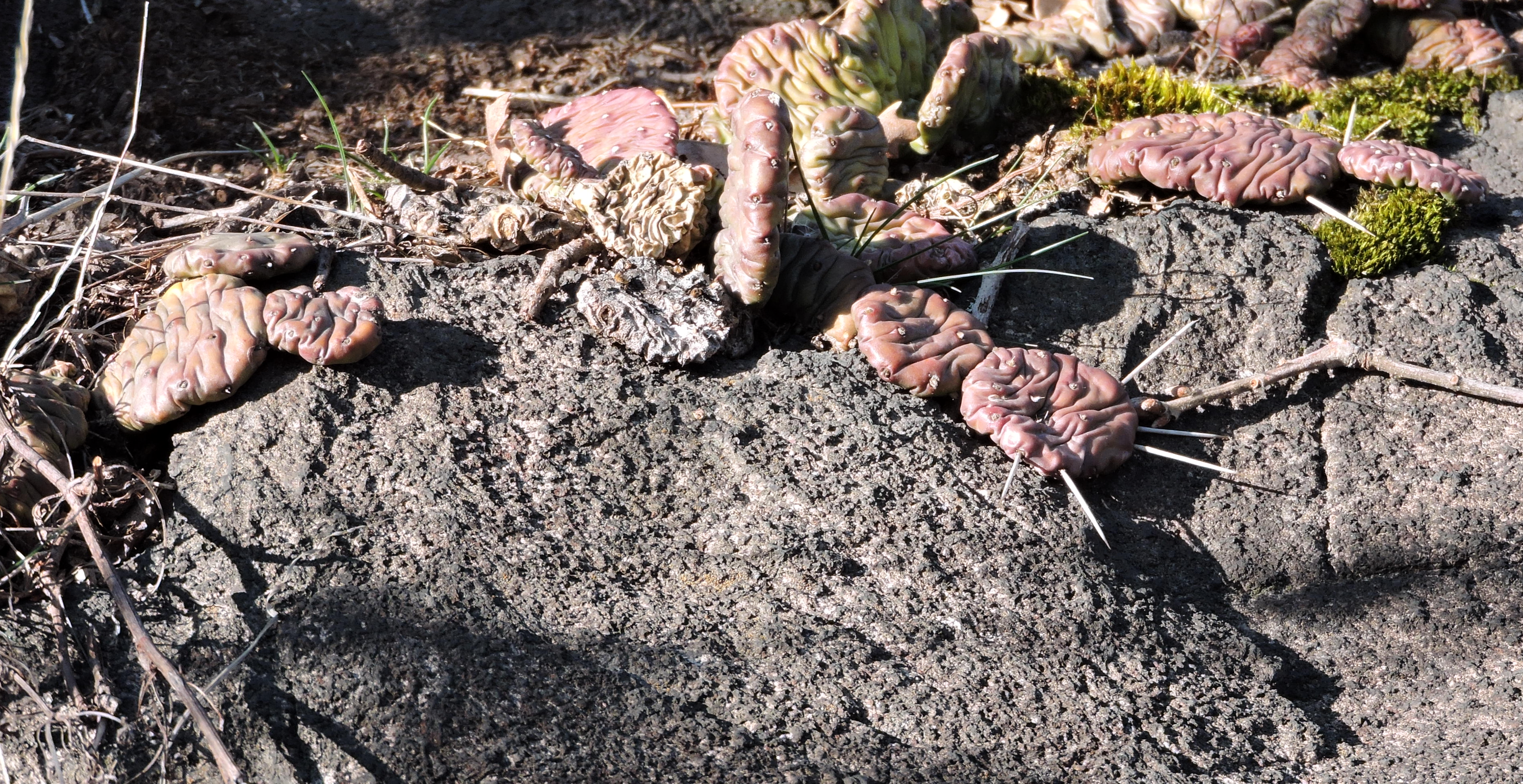
Fichi d'Inida nani nei pressi della Paraj Auta

La vegetazione del SIC/ZSC grofile che altrove sono ormai divenute rare o che rischiano l'estinzione. Tra queste Hattonia palustris e Ludwigia palustris sono incluse nella lista rossa delle specie vegetali minacciate nella Regione Piemonte. Un'altra specie rara la cui presenza era stata in passato segnalata nel sito, anche se senza conferme recenti della sua presenza, è Marsilea quadrifolia. Per conservare l'integrità ambientale del sito sono previste misure di gestione specifiche tra le quali una serie di divieti (ad esempio quello di effettuare nuovi prelievi idrici o di immettere specie acquatiche alloctone) e di prescrizioni, come la graduale trasformazione dei boschi cedui presenti nell'area in fustaie disetanee. È inoltre vietato l'abbattimento di querce senescenti o morte colonizzate da grandi coleotteri xilofagi come ad esempio il cervo volante, presente nella ZSC e le cui larve necessitano di lunghi tempi di crescita.

## Fauna
L'area protetta ospita varie specie di anfibi (tra queste Rana lessonae, Hyla intermedia, Rana dalmatina, Triturus vulgaris). Interessante la presenza in una polla all'interno della ZSC di una ricca  fauna acquatica che comprende il gambero di fiume, la lampreda di ruscello, e tra i pesci lo scazzone, il vairone e il barbo.

## Habitat
Tra gli habitat naturali di interesse comunitario sono presenti nel SIC/ZSC:
- Laghi eutrofici naturali con vegetazione del Magnopotamion o Hydrocharition (cod. 3150),
- Querceti di farnia o rovere subatlantici e dell'Europa centrale del Carpinion betuli (cod.9160),
- Foreste alluvionali di Alnus glutinosa e Fraxinus excelsior (Alno-Padion, Alnion incanae, Salicion albae) (cod.91E0),
- Boschi di Castanea sativa (cod. 9260).

## Attività

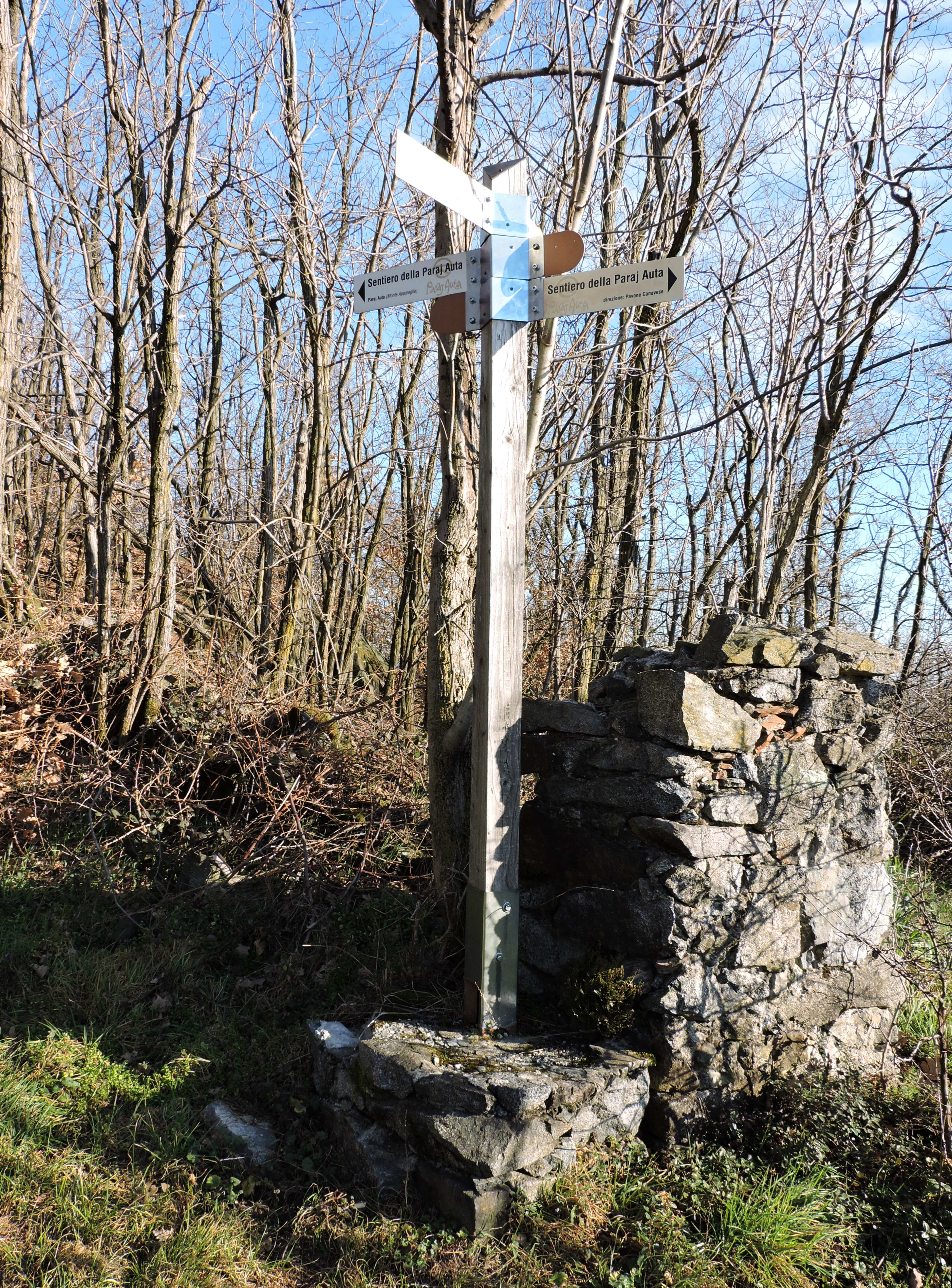
Segnaletica escursionistica

La zona del SIC/ZSC è visitabile grazie ad alcune stradine forestali che la collegano con il centro di Pavone Canavese e con la periferia sud di Ivrea. Un sentiero naturalistico autoguidato permette di informarsi sulle principali particolarità dei luoghi..